# طموح (اسم)
طموح هو اسم علم مذكر من أصل عربي، ومعناه هو جاء على صيغة المبالغة من طامح المفرط في التكبر والفخر البعيد الطلب المستزيد دومًاوصفاته حسنة وضده الطموع.

## وصلات خارجية
- موسوعة السلطان قابوس لأسماء العرب نسخة محفوظة 5 أبريل 2019 على موقع واي باك مشين.